# Maljan
Maljan är ett naturreservat i Ånge kommun. Reservatet, som bildades 2010, är ett 174 hektar stort område kring vattendraget med samma namn. Själva vattnet, som håller ett livskraftigt och stort bestånd av flodpärlmussla, är antaget som Natura 2000-område.